# Мартинес, Дэнни
Дэ́нни Марти́нес (англ. Danny Martinez; род. 14 июня 1985, Темпе) — американский боец смешанного стиля, представитель легчайшей и наилегчайшей весовых категорий. Выступает на профессиональном уровне начиная с 2006 года, известен по участию в турнирах бойцовских организаций UFC, WEC, ACB, Fight Nights и др. Участник бойцовского реалити-шоу The Ultimate Fighter.

## Биография
Дэнни Мартинес родился 14 июня 1985 года в городе Темпе штата Аризона, США. Учился в местной старшей школе, затем поступил в Муниципальный колледж Пимы, где занимался борьбой, тренируясь вместе с такими бойцами как Эфраин Эскудеро, Джейми Варнер и Энтони Бирчак.

### Начало профессиональной карьеры
Дебютировал в смешанных единоборствах на профессиональном уровне в июне 2006 года, победил своего соперника техническим нокаутом в первом же раунде. Достаточно долго выступал в небольшом аризонском промоушене Rage in the Cage, где в общей сложности одержал семь побед.
Первое в профессиональной карьере поражение потерпел в декабре 2007 года, единогласным судейским решением от канадца Марка Хоминика. Постепенно спустился из лёгкой весовой категории в полулёгкую, а затем и в легчайшую. В июне 2008 года боролся за титул чемпиона TKO в легчайшем весе, но проиграл по очкам Эдриану Вулли.
В декабре 2008 года выступил на турнире достаточно крупной американской организации World Extreme Cagefighting, где встретился с Джозефом Бенавидесом и уступил ему единогласным судейским решением.
Участвовал в 18 сезоне популярного бойцовского реалити-шоу The Ultimate Fighter, но отсеялся уже на отборочном этапе.

### Ultimate Fighting Championship
Имея в послужном списке 18 побед и только 4 поражения, Мартинес привлёк к себе внимание крупнейшей бойцовской организации мира Ultimate Fighting Championship и в январе 2014 года подписал с ней контракт. Выступал здесь в наилегчайшей весовой категории, но особого успеха не добился, сумел выиграть только у Ричи Вацулика, тогда как троим другим соперникам проиграл. В поединке с соотечественником Скоттом Йоргенсеном, несмотря на проигрыш, заработал бонус за лучший бой вечера.

### Absolute Championship Berkut
В январе 2017 года принял участие в турнире российской организации Absolute Championship Berkut, выиграв у своего соперника единогласным решением.

### Fight Nights Global
В октябре 2017 года провёл бой в другом крупном российском промоушене Fight Nights Global, где по очкам уступил Али Багаутинову.

## Статистика в профессиональном ММА
| Боёв 28  | Побед 21 | Поражений 7 |
| -------- | -------- | ----------- |
| Нокаутом | 9        | 0           |
| Сдачей   | 4        | 0           |
| Решением | 8        | 7           |

| Результат | Рекорд | Соперник         | Способ                  | Турнир                                            | Дата             | Раунд | Время | Место               | Примечание                                  |
| --------- | ------ | ---------------- | ----------------------- | ------------------------------------------------- | ---------------- | ----- | ----- | ------------------- | ------------------------------------------- |
| Поражение | 21-9   | Али Багаутинов   | Единогласное решение    | Fight Nights Global 76                            | 13 октября 2017  | 3     | 5:00  | Сургут, Россия      |                                             |
| Поражение | 21-8   | Хиромаса Огикубо | Единогласное решение    | Professional Shooto 4/23                          | 23 апреля 2017   | 3     | 5:00  | Ураясу, Япония      |                                             |
| Победа    | 21-7   | Кори Александр   | Единогласное решение    | ACB 51: Silva vs. Torgeson                        | 13 января 2017   | 3     | 5:00  | Ирвайн, США         |                                             |
| Победа    | 20-7   | Бенджамин Винсон | Единогласное решение    | Combate Americas — Combate Ocho                   | 11 августа 2016  | 3     | 5:00  | Лос-Анджелес, США   |                                             |
| Победа    | 19-7   | Ричи Вацулик     | Единогласное решение    | UFC 193                                           | 15 ноября 2015   | 3     | 5:00  | Мельбурн, Австралия |                                             |
| Поражение | 18-7   | Сирван Какай     | Единогласное решение    | UFC Fight Night: Machida vs. Romero               | 27 июня 2015     | 3     | 5:00  | Холливуд, США       | Бой в легчайшем весе.                       |
| Поражение | 18-6   | Скотт Йоргенсен  | Единогласное решение    | UFC Fight Night: Henderson vs. Khabilov           | 7 июня 2014      | 3     | 5:00  | Альбукерке, США     | Бой вечера.                                 |
| Поражение | 18-5   | Крис Кариасо     | Единогласное решение    | UFC 169                                           | 1 февраля 2014   | 3     | 5:00  | Ньюарк, США         |                                             |
| Победа    | 18-4   | Иан Дела Куэста  | Единогласное решение    | Coalition of Combat: Free 4 All                   | 1 декабря 2012   | 3     | 5:00  | Финикс, США         |                                             |
| Победа    | 17-4   | Ричи Бонафидини  | TKO (удары руками)      | Xplode Fight Series: Disarm                       | 24 марта 2012    | 1     | 2:33  | Вэлли-Сентер, США   |                                             |
| Победа    | 16-4   | Ник Бойд         | TKO (удары руками)      | Xplode Fight Series: Brutal Conduct               | 21 января 2012   | 1     | 1:49  | Вэлли-Сентер, США   |                                             |
| Победа    | 15-4   | Эдуардо Эспиноза | Единогласное решение    | Ultimate Warrior Challenge Mexico 9: They’re Back | 26 марта 2011    | 3     | 5:00  | Тихуана, Мексика    |                                             |
| Поражение | 14-4   | Жусиер Формига   | Единогласное решение    | Tachi Palace Fights 7                             | 2 декабря 2010   | 3     | 5:00  | Лемор, США          | Дебют в наилегчайшем весе.                  |
| Победа    | 14-3   | Ник Хонстейн     | TKO (удары руками)      | King of Champions: Night of Champions             | 27 июня 2009     | 2     | 2:06  | Денвер, США         |                                             |
| Поражение | 13-3   | Джозеф Бенавидес | Единогласное решение    | WEC 37                                            | 3 декабря 2008   | 3     | 5:00  | Лас-Вегас, США      |                                             |
| Победа    | 13-2   | Джоуи Маримберга | Сдача (удушение сзади)  | Evolution MMA                                     | 4 октября 2008   | 3     | 3:19  | Финикс, США         |                                             |
| Победа    | 12-2   | Джастин Крус     | TKO (остановлен врачом) | Total Combat 31                                   | 20 сентября 2008 | 2     | 4:27  | Юма, США            |                                             |
| Победа    | 11-2   | Фелипе Чавес     | Сдача (гильотина)       | Rage in the Cage 113                              | 2 августа 2008   | 1     | 2:07  | Альбукерке, США     |                                             |
| Поражение | 10-2   | Эдриан Вулли     | Единогласное решение    | TKO 34                                            | 7 июня 2008      | 5     | 5:00  | Монреаль, Канада    | Бой за титул чемпиона TKO в легчайшем весе. |
| Победа    | 10-1   | Йохан Кроэс      | TKO (удары руками)      | TKO 33                                            | 18 апреля 2008   | 3     | 3:00  | Ораньестад, Аруба   |                                             |
| Победа    | 9-1    | Джастин Гудолл   | KO (удары)              | Xtreme FC 3: Rage in the Cage                     | 2 марта 2008     | 2     | 1:43  | Тампа, США          | Дебют в легчайшем весе.                     |
| Поражение | 8-1    | Марк Хоминик     | Единогласное решение    | TKO 31                                            | 14 декабря 2007  | 3     | 5:00  | Монреаль, Канада    |                                             |
| Победа    | 8-0    | Дерити Харпер    | Раздельное решение      | Rage in the Cage 102                              | 13 октября 2007  | 3     | 3:00  | Тусон, США          |                                             |
| Победа    | 7-0    | Билли Кидд       | Сдача (удушение сзади)  | EC Fights                                         | 29 сентября 2007 | 3     | N/A   | Монтеррей, Мексика  | Дебют в полулёгком весе.                    |
| Победа    | 6-0    | Кави Кермак      | Единогласное решение    | Rage in the Cage 91                               | 24 февраля 2007  | 3     | 3:00  | Финикс, США         |                                             |
| Победа    | 5-0    | Яша Табризи      | TKO (удары руками)      | Rage in the Cage 89                               | 2 декабря 2006   | 2     | 1:26  | Фаунтин-Хиллс, США  |                                             |
| Победа    | 4-0    | Дэниел Хинсен    | Сдача (гильотина)       | Rage in the Cage 88                               | 11 ноября 2006   | 1     | 0:44  | Тусон, США          |                                             |
| Победа    | 3-0    | Кэмерон Майер    | TKO (травма)            | Rage in the Cage 85                               | 5 августа 2006   | 2     | 3:00  | Финикс, США         |                                             |
| Победа    | 2-0    | Грег Саэнц       | Раздельное решение      | Rage in the Cage 84                               | 1 июля 2006      | 3     | 3:00  | Финикс, США         |                                             |
| Победа    | 1-0    | Тим Гудвин       | TKO (удары руками)      | Universal Fight Promotions: Supermacy             | 3 июня 2006      | 1     | 2:31  | Карлсбад, США       |                                             |